# Jean-François Hernández
Jean-François Hernández (Tours, Francia, 23 de abril de 1969) es un exfutbolista francés. Jugaba de defensa y su primer club fue el Toulouse F. C. Es padre de los también futbolistas Theo Hernández y Lucas Hernández.

## Trayectoria
Nacido en Tours, su familia paterna es originaria de Alicante (España).
Comenzó su carrera en 1988 jugando para el Toulouse F. C., club en el que estuvo hasta 1994, año en que fichó por el F. C. Sochaux-Montbéliard. Tras una sola temporada se fue al Olympique de Marsella, manteniéndose en ese club hasta 1997.
En diciembre de 1997 se fue a España para integrar el plantel de la S. D. Compostela. En el verano siguiente se sumó a las filas del Rayo Vallecano, donde jugó hasta el año 2000. En ese año se fue al Atlético de Madrid pasando una temporada en el club rojiblanco. Regresó al Rayo donde se retiró finalmente.

## Clubes
| Club                      | País    | Año       |
| ------------------------- | ------- | --------- |
| Toulouse F. C.            | Francia | 1988-1994 |
| F. C. Sochaux-Montbéliard | Francia | 1994-1995 |
| Olympique de Marsella     | Francia | 1995-1997 |
| S. D. Compostela          | España  | 1998      |
| Rayo Vallecano            | España  | 1998-2000 |
| Atlético de Madrid        | España  | 2000-2001 |
| Rayo Vallecano            | España  | 2001-2002 |